# Fanefjord Sogn
Fanefjord Sogn ist eine Kirchspielsgemeinde (dän.: Sogn) auf der Insel Møn im südlichen Dänemark. Bis 1970 gehörte sie zur Harde Mønbo Herred im damaligen Præstø Amt, danach zur Møn Kommune im Storstrøms Amt, die im Zuge der Kommunalreform zum 1. Januar 2007 in der Vordingborg Kommune in der Region Sjælland aufgegangen ist.

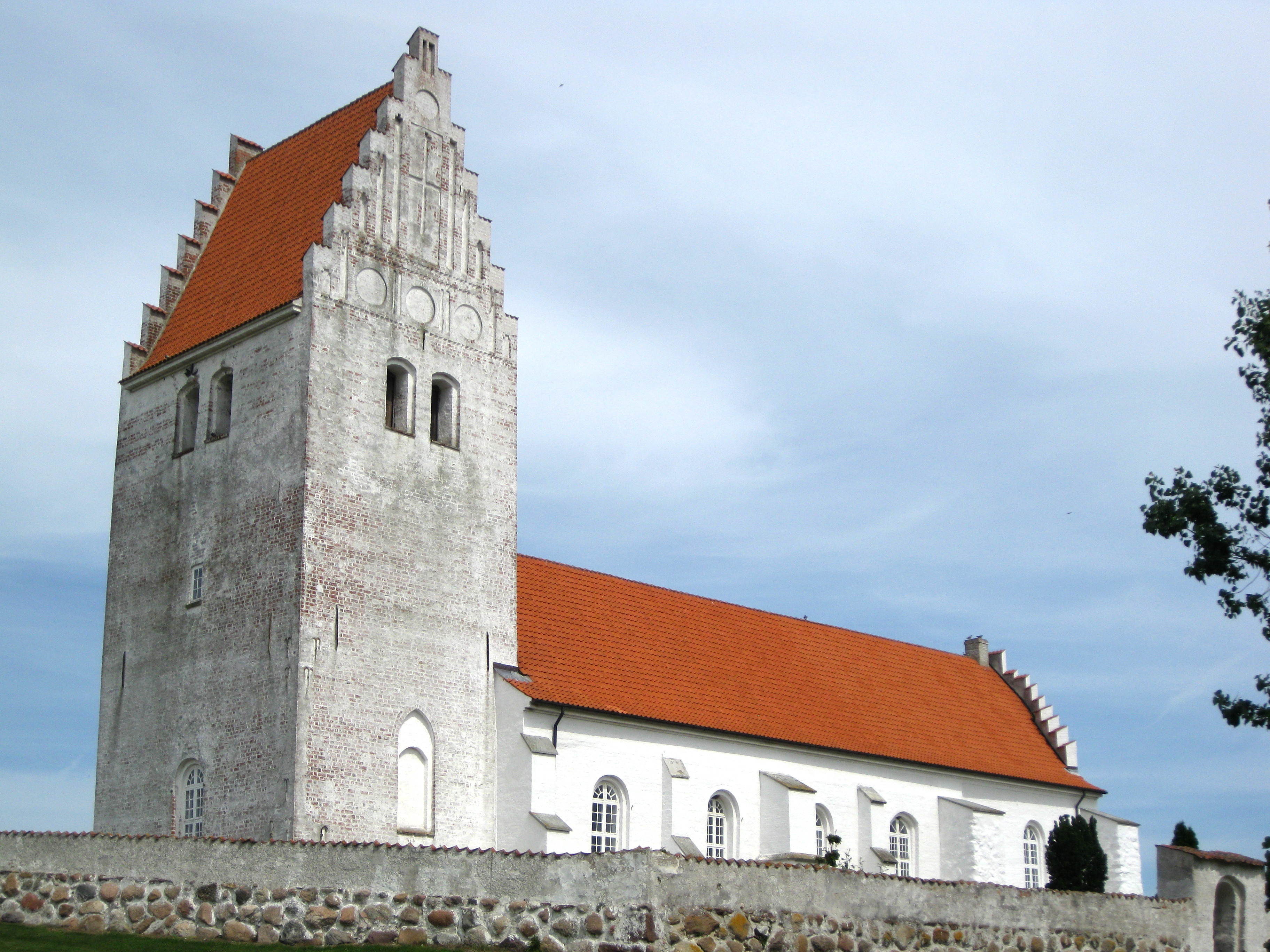
Fanefjord Kirke

Im Kirchspiel leben 1482 Einwohner (Stand: 1. Januar 2023). Im Kirchspiel liegt die Kirche „Fanefjord Kirke“.
Einzige direkte Nachbargemeinde ist im Nordosten Damsholte Sogn. Im Westen ist das Kirchspiel über einen Damm mit der Insel Bogø und dem Bogø Sogn verbunden.